# Eländestjärnarna
Eländestjärnarna är en sjö i Sundsvalls kommun i Medelpad och ingår i Indalsälvens huvudavrinningsområde. Sjöns area är 0,05 kvadratkilometer och den är belägen 334,4 meter över havet.